# Jasmintee

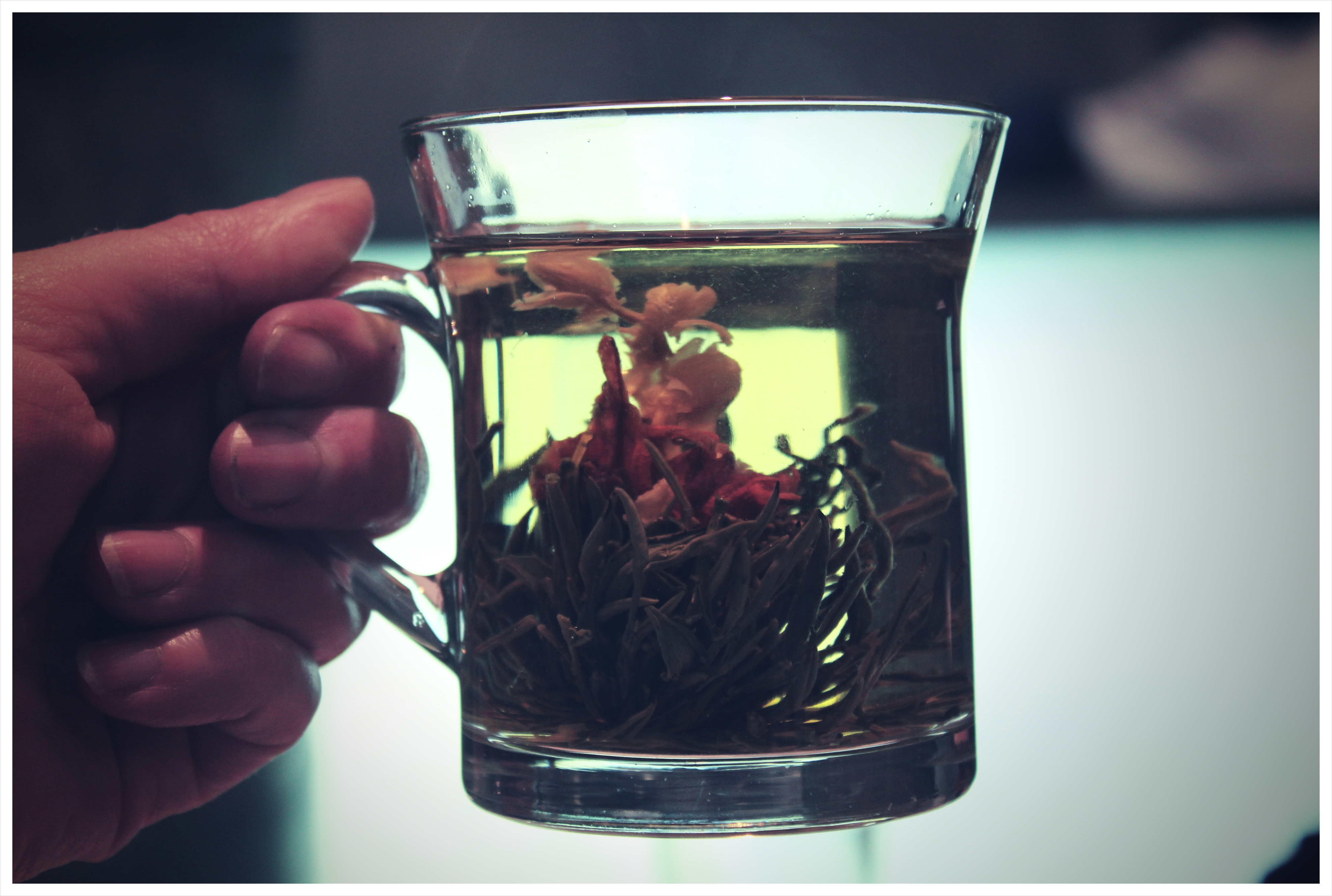
Jasmintee

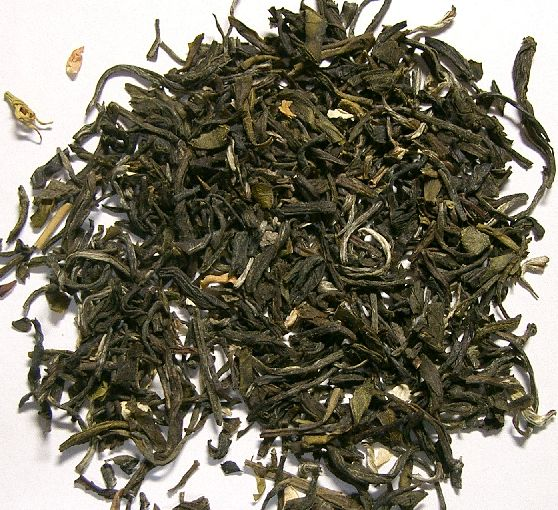
Grüner Tee mit getrockneten Jasminblüten

Jasmintee (chinesisch 茉莉花茶, Pinyin mòlì huāchá) ist ein Tee aus Jasminblüten.

## Geschichte
Die Ursprünge des Jasmintees liegen in der chinesischen Song-Dynastie (960–1279). Die Vermengung mit Blüten wurde zunächst eingesetzt, um weniger hochwertige Teesorten aufzuwerten. Heute gilt Jasmintee als besonders feine Teemischung, die allerdings in zahlreichen Qualitätsstufen angeboten wird. Gütefaktoren sind neben der Auswahl der Blüten die Anzahl der Vermischungen, der sogenannten „Hochzeiten“ jeweils frischer Blüten mit dem Grüntee.

## Herstellung
Als Basis für die Herstellung wird meist ein Grüntee oder halb fermentierter Tee verwendet. In diesen wird, je nach Herstellungsverfahren, durch Vermischung mit den Blüten oder Bedampfen über einem Blütenbad das Aroma der Jasminblüten eingebracht. Anteile dieser Pflanze können in verschieden großer Menge in den Tees enthalten sein.